# Неморалія
Неморалія (свято смолоскипів) — у Стародавньому Римі свято на честь богині свято Діани (лат. Diana Nemorensis), яке відзначається 13 серпня (чи між 13-15 числами серпня у повний місяць). У той день був освячений храм Діани на Авентіні.
У той день жінки мили волосся і прикрашали його квітами. Традиційно раби мали вільний від роботи день. Полювання і вбивство всіх звірів було заборонено.
Побажання і прохання до Діани виражались у письмі на стрічках, прив'язаних до вівтаря або до дерев. Дари їй були у вигляді обпаленої глини або хліба, статуеток, крихітних скульптур оленів; танцю і піснів, також фруктів.